# Ciste Dhubh
Der Ciste Dhubh ist ein 979 m (3.212 ft) hoher, als Munro und Marilyn eingestufter Berg in Schottland. Sein gälischer Name kann in etwa mit Schwarzer Kasten oder Schwarze Kiste übersetzt werden. Der Berg liegt in der historischen Region Kintail in der Council Area Highland, etwa 30 Kilometer südöstlich von Kyle of Lochalsh und rund 40 Kilometer nördlich von Fort William.
Zwischen dem Westende von Glen Affric und nördlich der Bergkette der Brothers of Kintail liegt der Ciste Dhubh isoliert von den benachbarten Bergen als eigenständiger und komplexer Berg mit mehreren Graten, der vor allem im Gipfelbereich durch felsige Strukturen und Wände geprägt ist. Er besitzt einen langgezogenen, in etwa in Nord-Süd-Richtung verlaufenden Gipfelgrat, der teils sehr schmal ist und steil abfallende Hänge besitzt. Nach Süden verläuft der Grat vom durch einen Cairn gekennzeichneten Gipfel über mehrere Vorgipfel, darunter der markante, 877 m (2.877 ft) hohe An Cnapach, bis in den knapp 600 m hohen Sattel des Bealach a’ Chòinich. Durch diesen ist der Ciste Dhubh vom südwestlich liegenden, 1.001 m (3.284 ft) hohen Aonach Meadhoin und dem südöstlich liegenden Am Bathach mit 798 m (2.618 ft) m Höhe getrennt. Vom Gipfelbereich gehen mehrere kurze Grate nach Westen, Nordwesten, Norden, Osten und Südosten aus, die teils in Vorgipfeln enden. Vor allem die Westseite des Massivs und die Ostseite des Gipfelbereichs sind felsdurchsetzt und fallen teils steil ab.

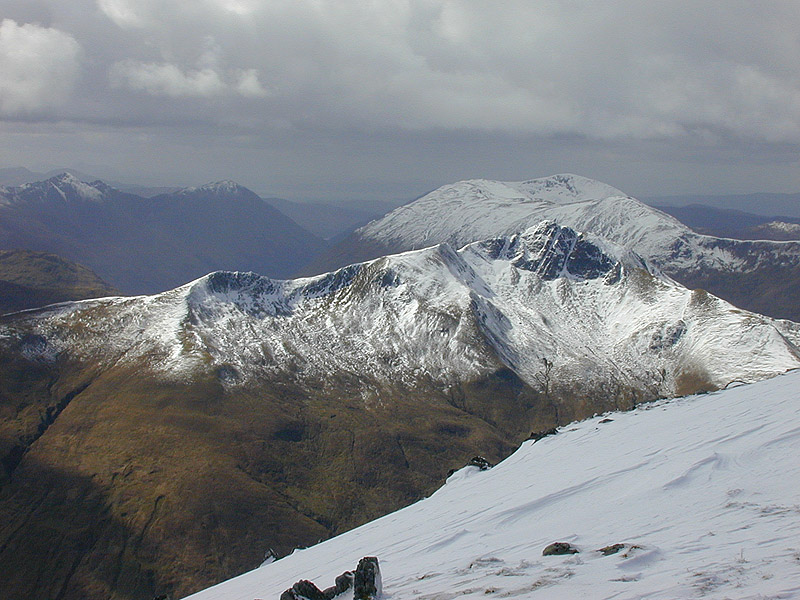
Der Ciste Dhubh vom südöstlich liegenden A’ Chràlaig aus gesehen, rechts im Hintergrund der Beinn Fhada, links die Five Sisters of Kintail mit dem Sgùrr Fhuaran
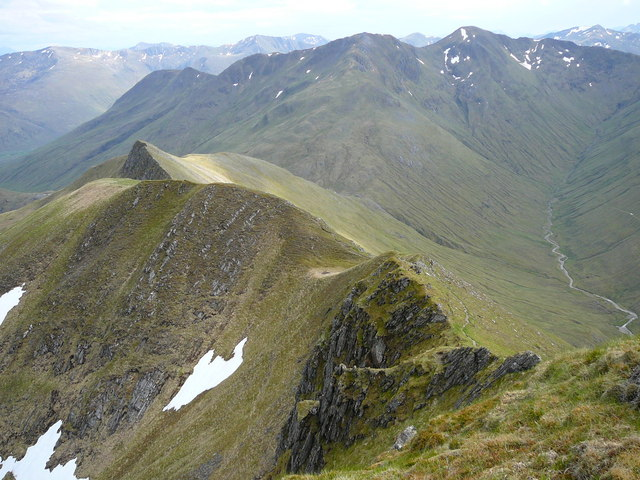
Der Südgrat des Ciste Dhubh mit dem An Cnapach vom Gipfel aus gesehen, im Hintergrund der Aonach Meadhoin
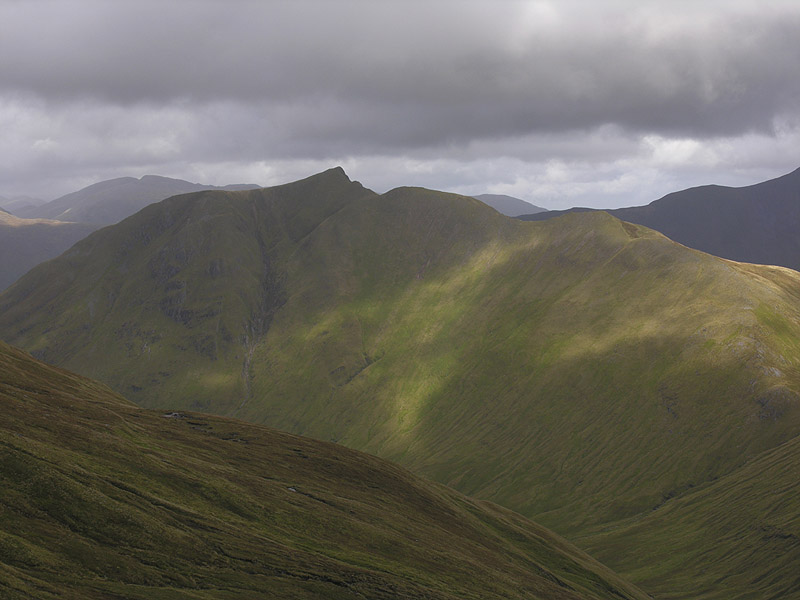
Blick vom Sgùrr a’ Bhealaich Dheirg über das Coire nan Eùn auf die Westseite des Ciste Dubh
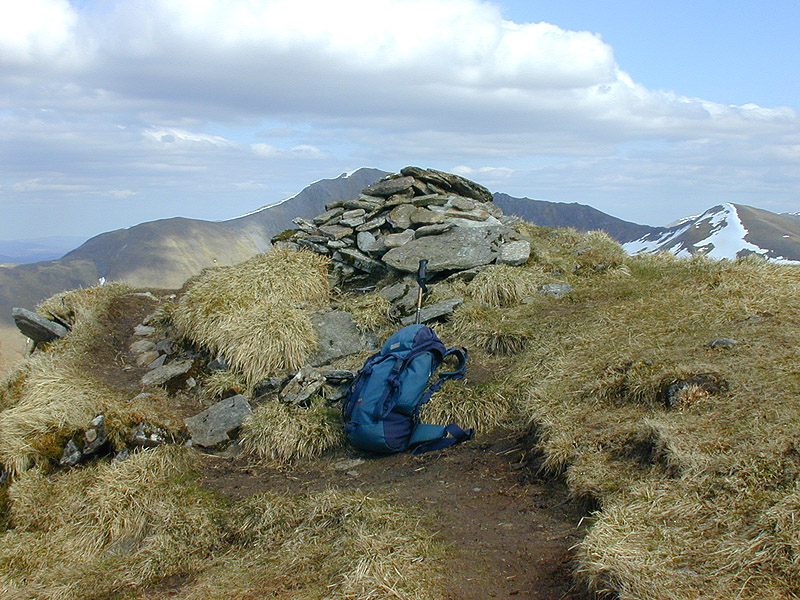
Der Gipfelcairn des Ciste Dhubh

In der Regel besteigen Munro-Bagger den Ciste Dhubh aus Richtung Süden über den Südgrat. Ausgangspunkt ist meist der Cluanie Inn am Westende von Loch Cluanie an der A87. Von dort kann der Bealach a’ Chòinich durch die beiden parallelen Täler An Caorann Beag und An Caorann Mòr erreicht werden, die durch den Am Bathach getrennt sind. Von Norden bestehen Zustiegsmöglichkeiten über die dortigen Grate, diese erfordern aber durch die Lage abseits öffentlicher Straßen deutlich längere Anmarschwege.